# Toshihide Tsuchiya
Toshihide Tsuchiya (土屋トシヒデ?, Tsuchiya Toshihide; Tokyo, 11 novembre 1963) è un doppiatore giapponese, noto per essere il doppiatore di Funky Kong in Mario Kart Wii.

## Biografia

### Formazione
Toshihide Tsuchiya ha studiato a Tokyo, dove ha ricevuto una formazione completa che ha influenzato il suo lavoro come rakugoka e doppiatore. La sua educazione ha gettato le basi per le sue carriere nel rakugo e nel doppiaggio, sviluppando le sue abilità nella narrazione e nell'espressione vocale.

### Carriera
Dopo gli studi, Tsuchiya ha iniziato la sua carriera come rakugoka, specializzandosi nella narrazione di storie comiche giapponesi tradizionali. Questa esperienza nel rakugo ha rafforzato le sue competenze vocali, che ha poi applicato con successo nel doppiaggio.
Col passare degli anni, Tsuchiya si è affermato nel campo del doppiaggio, diventando un importante nome nel settore dei videogiochi. È particolarmente noto per il suo lavoro nei franchise di Super Mario e Donkey Kong, dove ha doppiato personaggi iconici come Funky Kong, King K. Rool, e Kritter. Ha prestato la voce a questi personaggi in giochi come Donkey Kong Jungle Beat, Super Mario Strikers, e Mario Kart Wii.
Ha collaborato strettamente con Nintendo EAD e Next Level Games, due importanti aziende di sviluppo di videogiochi, contribuendo al successo di molti titoli di punta. La sua versatilità e talento hanno avuto un ruolo chiave nella creazione di esperienze di gioco indimenticabili per i fan di tutto il mondo.
Oltre ai videogiochi, Tsuchiya ha dimostrato la sua capacità di adattarsi a diversi ruoli e generi. Anche se non è completamente fluente in inglese, ha partecipato a progetti che richiedevano l'uso di questa lingua, dimostrando la sua dedizione e capacità di affrontare nuove sfide linguistiche.
La carriera di Tsuchiya è segnata da un continuo successo e crescita. Il suo contributo al doppiaggio e all'intrattenimento giapponese è ampiamente riconosciuto, consolidando il suo status come figura di spicco nel settore.

## Doppiaggio

### Animazione
- Angelic Layer in Tamayo's Father[8]
- Ima, soko ni iru boku in Soldier[9]
- Pugyuru in Aniki[10]
- Last Exile in Com. Knowles[11]
- Najica Blitz Tactics in Butler[12]

### Videogiochi
- Donkey Kong Jungle Beat in Cactus King[13]
- Super Mario Strikers in Kritter[14]
- Mario Strikers Charged in Kritter[15]
- Donkey Kong Barrel Blast in Funky Kong / King K. Rool / Kritter / Klump / Kludge[16]
- DK: Jungle Climber in Funky Kong / King K. Rool / Kritter[17]
- Mario Kart Wii in Funky Kong[18]
- Mario Super Sluggers in Funky Kong / King K. Rool / Kritter[19]
- Donkey Kong Country: Tropical Freeze in Funky Kong[20]
- Mario Kart Tour in Funky Kong[21]
- Mario Kart 8 Deluxe in Funky Kong[22]
- Street Fighter Alpha 3 in Guile[23]